# Набережное сельское поселение
Набережное се́льское поселе́ние — муниципальное образование в Ромодановском районе Мордовии Российской Федерации.
Административный центр — посёлок Ромодановский махоркосовхоз.

## История
Статус и границы сельского поселения установлены Законом Республики Мордовия от 1 декабря 2004 года № 99-З «Об установлении границ муниципальных образований Ромодановского муниципального района, Ромодановского муниципального района и наделении их статусом сельского поселения и муниципального района».
Законом от 17 мая 2018 года № 46-З Курмачкасское сельское поселение и сельсовет были упразднены, а входившие в их состав населённые пункты (село Курмачкасы и деревня Васильевка) были включены в состав Набережного сельского поселения и сельсовета с административным центром поселке Ромодановский махоркосовхоз.

## Население
| 2002 | 2010 | 2012 | 2013 | 2014 | 2015 | 2016 |
| ---- | ---- | ---- | ---- | ---- | ---- | ---- |
| 662  | ↘604 | ↘591 | ↘579 | ↘574 | ↗581 | ↘577 |
| 2017 | 2018 | 2019 | 2020 | 2021 |      |      |
| ↘573 | ↘550 | ↗809 | ↘787 | ↘675 |      |      |

## Состав сельского поселения
| № | Населённый пункт            | Тип населённого пункта            | Население |
| - | --------------------------- | --------------------------------- | --------- |
| 1 | Атьма                       | посёлок железнодорожного разъезда | ↗31       |
| 2 | Атьминский                  | посёлок                           | ↘16       |
| 3 | Васильевка                  | деревня                           | ↘58       |
| 4 | Голубцовка                  | село                              | ↘30       |
| 5 | Курмачкасы                  | село                              | ↘272      |
| 6 | Ромодановский махоркосовхоз | посёлок, административный центр   | ↘527      |